# آي24نيوز (قناة تلفزيونية أمريكية)
i24NEWS هي قناة تلفزيونية إخبارية دولية باللغة الإنجليزية مملوكة لشركة ألتيس يو إس إيه. إنها النسخة الإنجليزية من i24NEWS. بدأت الشبكة البث في الولايات المتحدة في 13 فبراير 2017 في الساعة 6 مساءً التوقيت الشرقي وأوقات أخرى تبث من إسرائيل.

## التاريخ

### القناة الأصلية الإنجليزية
تم بث القناة الأصلية مباشرة في 17 يوليو 2013. صرّح فرانك ملول، الرئيس التنفيذي، بأنه سيواجه التحامل والجهل تجاه إسرائيل بـ«الحقائق والتنوع».
كانت الصحافية الفلسطينية الإسرائيلية لوسي هريش هي المذيع الرئيسي لفرع القناة الأصلي باللغة الإنجليزية من يوليو 2013 حتى استقالتها في يناير 2016. تم استبدال برنامجها "The News Today" بـ"News Now with Merav Savir". تم إلغاء نيوز توداي بعد أشهر قليلة من البث، قبل التغييرات على الشبكة.
في 8 ديسمبر 2016، انتهت جميع البرامج على القناة الإنجليزية رسميًا استعدادًا للانطلاق في أمريكا. تبث القناة 10 دقائق من الأخبار على مدار الساعة، من الساعة 8 صباحًا إلى 11 مساءً (بالتوقيت المحلي)، وقد استبدلت Morning Edition وThe Daily Beat وThe Lineup بنشرة إخبارية مدتها 26 دقيقة، تتكرر في النصف بعد كل ساعة.

### قناة اللغة الإنجليزية الحالية
تم الإعلان عن إطلاق آي24نيوز في الولايات المتحدة في 27 يناير 2017. تعمل القناة خارج مقر يافا.
يتم بث البرمجة الحية من ميدان التايمز في مدينة نيويورك، مع مكتب إضافي في واشنطن العاصمة. تم توظيف ما يقرب من 50 صحفيًا لموظفي الموقعين. تستخدم القناة موارد من مقرها الرئيسي في يافا.
يقتصر التوزيع الأولي على أنظمة كابلات المملوكة لألتيس يو إس إيه وهي Optimal وSuddenlink. في نوفمبر 2017، بدأت Spectrum في طرح القناة على الصعيد الوطني. وفي ديسمبر 2019، تمت إضافتها إلى AT&T U-Verse على القناتين 223 و1223.
من بين الصحفيين الأوائل الذين تم توظيفهم ميشيل ماكوري، وهي أيضًا رئيسة التحرير، وديفيد شوستر، وهي أيضًا المحررة الإدارية، ودان رافيف، المخضرم لأكثر من 40 عامًا في سي بي إس نيوز). استحوذت القناة على العديد من أفرادها الأساسيين وراء الكواليس من قناة الجزيرة أمريكا السابقة.

## فريق الأخبار
- ميشيل ماكوري - مقدمة ClearCut و Crossroads
- مايكل شور - مراسل وطني ومذيع بديل
- ديفيد شوستر - مضيف Stateside وCrossroads

## البرمجة
- i24NEWS DESK، التي كان يسمى سابقًا The News، وهي نشرة إخبارية مدتها 10 دقائق (أحيانًا 26 دقيقة) في بداية الساعة والنصف الماضية
- Daily Dose
- Perspectives
- The Rundown
- Debrief
- Crossroads
- ClearCut
- Stateside

## روابط خارجية
- الموقع الرسمي